# Andrzej Celiński (reżyser)
Andrzej Celiński (ur. 28 czerwca 1961 w Krakowie) – polski reżyser, dramaturg, scenograf teatralny i filmowy.

## Wykształcenie i kariera
Absolwent Państwowej Wyższej Szkoły Teatralnej w Krakowie, gdzie studiował na wydziałach aktorskim i reżyserskim. Związany z teatrami Śląska, Krakowa, Wrocławia, Ostrawy i Ołomuńca. Realizował filmy dokumentalne i teatry telewizji dla ČT, HBO, TVN, TVP.

## Reżyseria teatralna
W 1998 roku w Teatrze im. L. Solskiego w Tarnowie wyreżyserował i zaprojektował scenografię do sztuki „Szeherezada, czyli disco polo live” autorstwa K. Jaworskiego. Spektakl zdobył nagrodę na Festiwalu Komedii oraz wyróżnienie za reżyserię (Konkurs na Wystawienie Polskiej Sztuki Współczesnej).
Kolejne ważne realizacje teatralne:
- Usta Micka Jaggera (Teatr Petra Bezruče w Ostrawie) – nagroda na festiwalu Prohlídka Českého Divadla (2002/2003), udział w Festival Divadlo 2003.
- Merlin (Tadeusz Słobodzianek, Teatr Arena Ostrawa, 2004).
- The Pillowman (Martin McDonagh, Teatr Narodowy w Ostrawie, 2005).
- Niebezpieczne związki (na podstawie Laclosa, adaptacja H. Hamptona, 2007).
- Misery (na podstawie powieści Stephena Kinga, Divadlo Petra Bezruče, 2006).
- Szwaczki (tekst: Paweł Sala) – nagrody aktorskie na festiwalu „Rzeczywistość Przedstawiona” (2007).
- Maria Sabina (Moravské divadlo Olomouc, 2007), adaptacja dla telewizji ČT.
- Pokój Zwierzeń (autorski tekst, premiera 2010) – Grand Prix Festiwalu „Rzeczywistość Przedstawiona”[1].

## Twórczość filmowa

### „Dworcowa ballada”
W 2003 roku zrealizował film dokumentalny „Dworcowa ballada” o losach dzieci ulicy („biezprizorników”) w Moskwie. Film zdobył:
- specjalną nagrodę na Krakowskim Festiwalu Filmowym,
- Grand Prix FIPA D'OR 2004 (Biarritz),
- nagrodę Prix du Jury des Jeunes Européens,
- nagrodę główną oraz Nagrodę Publiczności na festiwalu w Volda (Norwegia).

W latach 2003–2009 zrealizował także krótkie formy dokumentalne: Czas na teatr, Zakręcony świat, Kaegi, Szary oraz godzinny film „Pierwsza Prosta” dla HBO.

### „Dzieci z Leningradzkiego”
Film „Dzieci z Leningradzkiego” powstał jako wersja „Dworcowej Ballady” na zamówienie amerykańskiego producenta. Otrzymał m.in.:
- nominację do Oscara w kategorii „krótki dokument” (2005),
- nagrodę główną International Documentary Association,
- złotą statuetkę na festiwalu w Manili (Filipiny),
- dwie nominacje do nagrody Emmy (2006) – za reżyserię i montaż.

### „Kabaret Śmierci”
W 2014 roku powstał fabularyzowany dokument „Kabaret śmierci” o żydowskich artystach więzionych w gettach i obozach koncentracyjnych podczas II wojny światowej. Film zdobył:
- złoty medal w kategorii „film dokumentalny” (New York Festivals, 2015),
- nagrodę Prix Italia w kategorii „Sztuki performatywne – dokument o muzyce i sztuce”[2].

### „Podziemny schron”
W 2017 roku wyreżyserował pierwszy odcinek cyklu dokumentalnego o ucieczkach z Auschwitz pt. „Podziemny schron”. Film zdobył złoty medal (Gold World Medal) w kategorii „docudrama” na New York Festivals (Las Vegas, 2017).